# Boletus rex-veris
Boletus rex-veris es una especie de hongo comestible, basidiomiceto, del género Boletus, de la familia Boletaceae.

## Características
La forma del sombrero (píleo) es convexo aplanado y desigual, puede medir hasta 20 centímetros de diámetro, su color es amarronado, el estipe es cilíndrico, de color blanquecino, puede medir hasta 10 centímetros de largo y tener un grosor de 6 centímetros.
Crece a finales de la primavera en los bosques de pinos, a una altura entre los 910 y 2.100 metros sobre el nivel del mar, en América del Norte.

## Comestibilidad
Es comestible y muy apreciado por su sabor exquisito, tiene un importante valor comercial.